# Reginald Skelton
Pour les articles homonymes, voir Skelton.
Reginald William Skelton dit « Skelly » (né le 3 juin 1872 à Long Sutton et mort le 5 septembre 1956 à Aldingbourne) est un explorateur polaire britannique qui fut ingénieur et photographe lors de l'expédition Discovery (1901-1904).
Pendant la Première Guerre mondiale, il participe notamment à la bataille du Jutland.